# Електрическа мида
Електрическата мида (Ctenoides ales) е вид морска мида, морски двучерупчест молюск от семейство Limidae, файлови миди. Известен е с наименованията електрическа пламък раковина, диско раковина и диско мида. На мидата са дадени тези прякори, защото меките ѝ тъкани мигат със светлина, подобно на диско топка. Заедно със Ctenoides scaber са единствените двучерупчести, за които се знае, че имат светлинна проява.

## Разпространение
Електрическата мида е широко разпространена в тропическите води на централния индо-тихоокеански регион от Индонезия до островите Палау и Нова Каледония.

## Светлинен ефект
Изследване на абитуриентката Линдзи Догърти показват, че видимият мигащ светлинен дисплей на тази мида не е явление на биолуминесценция, а вместо това идва от отразяване на околната светлина (слънчева или гмуркаща светлина). Член на персонала на курорта Lembeh в Индонезия, където Догърти е работила с Димпи Джейкъбс през август 2013 г., пише: „Мидите имат силно отразяваща тъкан на самия външен ръб на мантията, която се излага и след това се скрива много бързо, така че промяната назад и назад от бялата светлоотразителна тъкан към червената тъкан създава вид на мигане".
Догърти открива, че ярко отразяващият ръб на мантията на тези миди съдържа наносфери, направени от силициев диоксид, които са силно отразяващи.
През 2016 г. Догърти публикува друго проучване на електрическата мида, което предполага, че мигащото поведение е най-вероятно разработено с цел възпиране на хищници.